# Emil Müller (Maler, 1863)
Emil Müller (* 7. März 1863 in Breslau, Provinz Schlesien; † nach 1920) war ein deutscher Porträt- und Figurenmaler.

## Leben
Müller war Schüler der Königlichen Kunstschule Breslau (1879–1885) und der Berliner Akademie (1885–1886), ehe er in den Jahren 1886 bis 1889 Malerei in Düsseldorf studierte. Er lebte als Porträt- und Figurenmaler in Breslau.